# Shinkokushi
Le Shinkokushi (新国史) est un texte historique qui catégorise et détaille la chronologie des événements rapportés dans les Six histoires nationales.